# Сирдан
Сирдан (перс. سيردان‎, Sīrdān; также известен как Сардан и Сердан) — город в районе Таром Софла, округ Казвин, провинция Казвин, Иран. По данным переписи 2006 года его население составляло 462 человек, образовывавших 182 семей.